# Proasellus claudei
Proasellus claudei és una espècie de crustaci isòpode pertanyent a la família dels asèl·lids.

## Hàbitat
És una espècie demersal, la qual viu en aigües dolces subterrànies.

## Distribució geogràfica
Es troba a Europa: França.